# Кальсадо, Хуан Анхель
Хуан Анхель Кальсадо де Кастро (исп. Juan Ángel Calzado de Castro, кат. Joan Àngel Calzado de Castro, 16 марта 1937, Барселона, Испания) — испанский хоккеист (хоккей на траве), полузащитник. Бронзовый призёр летних Олимпийских игр 1960 года. Президент Международной федерации хоккея на траве в 1996—2001 годах.

## Биография
Хуан Кальсадо родился 16 марта 1937 года в испанском городе Барселона.
В 1953—1969 годах играл в хоккей на траве за «Поло» из Барселоны. Шесть раз выигрывал чемпионат Каталонии (1954—1955, 1957—1958, 1960, 1962), шесть раз — Кубок Короля (1957—1960, 1962, 1964), один раз — чемпионат Испании (1958).
В 1960 году вошёл в состав сборной Испании по хоккею на траве на Олимпийских играх в Риме и завоевал бронзовую медаль. Играл на позиции полузащитника, провёл 5 матчей, мячей не забивал.
В 1964 году вошёл в состав сборной Испании по хоккею на траве на Олимпийских играх в Токио, занявшей 4-е место. Играл на позиции полузащитника, провёл 4 матча, мячей не забивал.
С 1962 года, будучи представителем семьи страховых брокеров, начал работать в этой сфере, специализируясь на автомобильном страховании. В 1965 году вместе с братом был назначен директором испанского филиала британской компании The London & Lancashire, которая позднее объединилась с Королевской страховой компанией. Впоследствии создал филиалы в Португалии и Марокко.
Участвовал в страховой работе по результатам катастрофы в приморском кемпинге «Лос-Альфакес» в 1978 году , когда в результате дорожной аварии и взрыва грузовика-цистерны с пропиленом погибли 217 человек и более 200 получили ранения. В 1982 году стал офицером высшей государственной награды Бельгии — ордена Леопольда I.
В 1982—1993 был секретарём Международной федерации хоккея на траве, в 1996—2001 годах — её президентом.
В 1996—2001 годах был членом культурной комиссии Международного олимпийского комитета и исполкома Ассоциации международных летних олимпийских спортивных федераций. 
В 2002—2010 годах руководил клубом «Поло».
В 2011 году награждён золотой медалью Королевского ордена за спортивные заслуги.

## Семья
Отец Франсиско де Асис Кальсадо Барре (ум. 1965) и брат Мелькиад также занимались страховым бизнесом.